# Humlehøjhallen
Humlehøjhallen er en idrætshal i Sønderborg.  